# Microregione di Pindaré
Pindaré è una microregione dello Stato del Maranhão in Brasile, appartenente alla mesoregione di Oeste Maranhense.

## Comuni
Comprende 22 comuni:
- Altamira do Maranhão
- Alto Alegre do Pindaré
- Araguanã
- Bom Jardim
- Bom Jesus das Selvas
- Brejo de Areia
- Buriticupu
- Governador Newton Bello
- Lago da Pedra
- Lagoa Grande do Maranhão
- Marajá do Sena
- Nova Olinda do Maranhão
- Paulo Ramos
- Pindaré-Mirim
- Presidente Médici
- Santa Inês
- Santa Luzia
- Santa Luzia do Paruá
- São João do Carú
- Tufilândia
- Vitorino Freire
- Zé Doca